# Plagiostenopterina imitans
Plagiostenopterina imitans är en tvåvingeart som först beskrevs av Walker 1860.  Plagiostenopterina imitans ingår i släktet Plagiostenopterina och familjen bredmunsflugor. Inga underarter finns listade i Catalogue of Life.